# Zorro, der Held
Zorro, der Held (Originaltitel: Il sogno di Zorro) ist ein italienischer komödiantischer Abenteuerfilm, den Mario Soldati 1951 inszenierte. Der Film kam in einer um eine Viertelstunde gekürzten Version am 1. Januar 1953 auch in deutsche Kinos.

## Handlung
Mexiko. Ein älterer Graf, direkter Nachfahre des Helden Zorro, hat einen einzigen Sohn, Raimundo, auf den er nicht gerade stolz ist, denn er ist überaus scheu und ängstlich, nachdem er als kleines Kind einen schrecklichen Sturz erlitten hat. Als Raimundo mit einem Freund seines Vaters und dessen Tochter konfrontiert wird, die er nach dessen Willen heiraten soll, verhält er sich so kindisch und albern, dass dieser Plan zunichtegemacht wird.

Daraufhin beschließt er, in ein Kloster einzutreten, und gerät auf dem Weg dorthin in einen Überfall auf eine Reisegruppe eines Herzogs, in dessen Verlauf er einen derben Schlag auf den Kopf erhält. Raimundo verwandelt sich daraufhin in einen geistreichen und vor allem mutigen Recken, der sofort beginnt, auf Seite der Überfallenen zu kämpfen und ihnen zum Sieg über die Räuber verhilft. Voller Dankbarkeit nimmt der Herzog ihn in seine Dienste und schickt ihn in vertraulicher Mission.

Raimundo begibt sich, als der Herzog selbst sich ausgebend, in das Schloss des Erzrivalen des tatsächlichen Herzogs, wo sich auch dessen Tochter befindet. Raimundo gelingt es durch Geschick und Ideen, den zahlreichen Fallen unbeschädigt zu entkommen und ficht alles nieder, was sich ihm dabei in den Weg stellt. Er kann auch die Herzogstochter – beide haben sich ineinander verliebt – retten und nach triumphalem Sieg, der seinem Auftraggeber gutgeschrieben wird, schließlich heiraten.

## Kritik
„Italienische Parodie auf Zorro-Filme. Scherz und Spott in unterhaltsamer Mischung.“

- „Noch ein Film von Mario Soldati, dem man ambitioniertes Bemühen und Engagement anmerkt. Hier will er den Mythos “Zorro – Douglas Fairbanks” demontieren. Beim Ergebnis muss allerdings kritisiert werden, dass die Grenzen und Regeln des selbstgewählten Genres nicht abgestreift wurden.“, schrieb Mario Siniscalco 1952.[2]

## Bemerkungen
In einer kleinen Nebenrolle spielt Sophia Loren, noch unter ihrem bürgerlichen Namen Sofia Villani Scicolone geführt, als Conchita mit.